# Oswald Spengler
Oswald Arnold Gottfried Spengler (Blankenburg am Harz, Saxònia-Anhalt, 1880 - Múnic, 1936) fou un historiador i filòsof alemany.
Les idees expressades en la seva obra coincideixen, en gran part, amb les del nazisme, però ell mateix va criticar-lo i se'n va allunyar ideològicament.

## Biografia
Va néixer el 29 de maig de 1880 a Blankenburg en una família conservadora petitburgesa. Des de petit, va tenir mala salut, amb migranyes i ansietat. Va rebre una educació basada en el grec i llatí, les arts i les matemàtiques. Les idees de Goethe i Nietzsche tingueren molta influència sobre ell. Es va doctorar en filosofia amb una tesi sobre Heràclit. Del 1911 fins a la seva mort, el 8 de maig de 1936, va viure a Múnic. Va votar el partit nazi l'any 1932, però el 1933 va publicar L'any de la decisió (Jahre der Entscheidung), en què criticava aquest partit i el seu antisemitisme, cosa que el va separar del nazisme.

## Obra
La decadència d'Occident (Der Untergang des Abendlandes, en 2 volums, 1916-20) és la seva obra més coneguda. Hi planteja un cicle determinista en què s'haurien mogut totes les civilitzacions, comprenent-ne l'auge i decadència de totes. El llibre augurava, just després de la Primera Guerra Mundial, el començament d'un període de guerres en què havia entrat la civilització occidental, i que només podia acabar amb l'hegemonia d'una sola potència. Presenta un pessimisme cultural de l'estil d'Arthur Schopenhauer. En aquest llibre, es trobaria també el primer esment escrit del binomi Blut und Boden.

## Concepció política
Veu en l'estat prussià el model per al futur d'Europa, regit pels principis de: feina, ordre i justícia, de la cultura alemanya que oposa a llibertat, igualtat, fraternitat de la civilització occidental. Per a ell, el mot cultura té un valor positiu, enfrontat a civilització, que considera com a negativa, com equivalent a decadència. Per a Spengler, la decadència és la democràcia. Contra el comunisme i el liberalisme, proposa una mena de «socialisme alemany», en què veu una síntesi d'una economia per l'interès general i la monarquia, una síntesi del conservadorisme i del socialisme. La seva obra polèmica Preußentum und Sozialismus, apareguda el 1919 en reacció al tractat de Versalles, va comentar així el 1932: «El moviment nacional alemany va néixer de la publicació d'aquest llibre».

## Influència
Tot i destacar com a filòsof de la Història, Spengler abraçà tots els àmbits culturals, inclosos la política, l'economia, les ciències, les arts i la religió. Les seves obres tenien sempre gran ressò. La coincidència amb el nazisme existeix, si bé les divergències hi són també importants. El seu concepte de la naturalesa cíclica de les civilitzacions influí directament en la generació beatnik de William Seward Burroughs, Jack Kerouac i Allen Ginsberg.